# Scott Merritt
Scott Merritt, né le 3 janvier 1982, à Wauwatosa, au Wisconsin, est un ancien joueur américain de basket-ball. Il évolue au poste d'ailier fort.

## Palmarès
- All-NBDL Second Team 2006